# Polinização vibratória

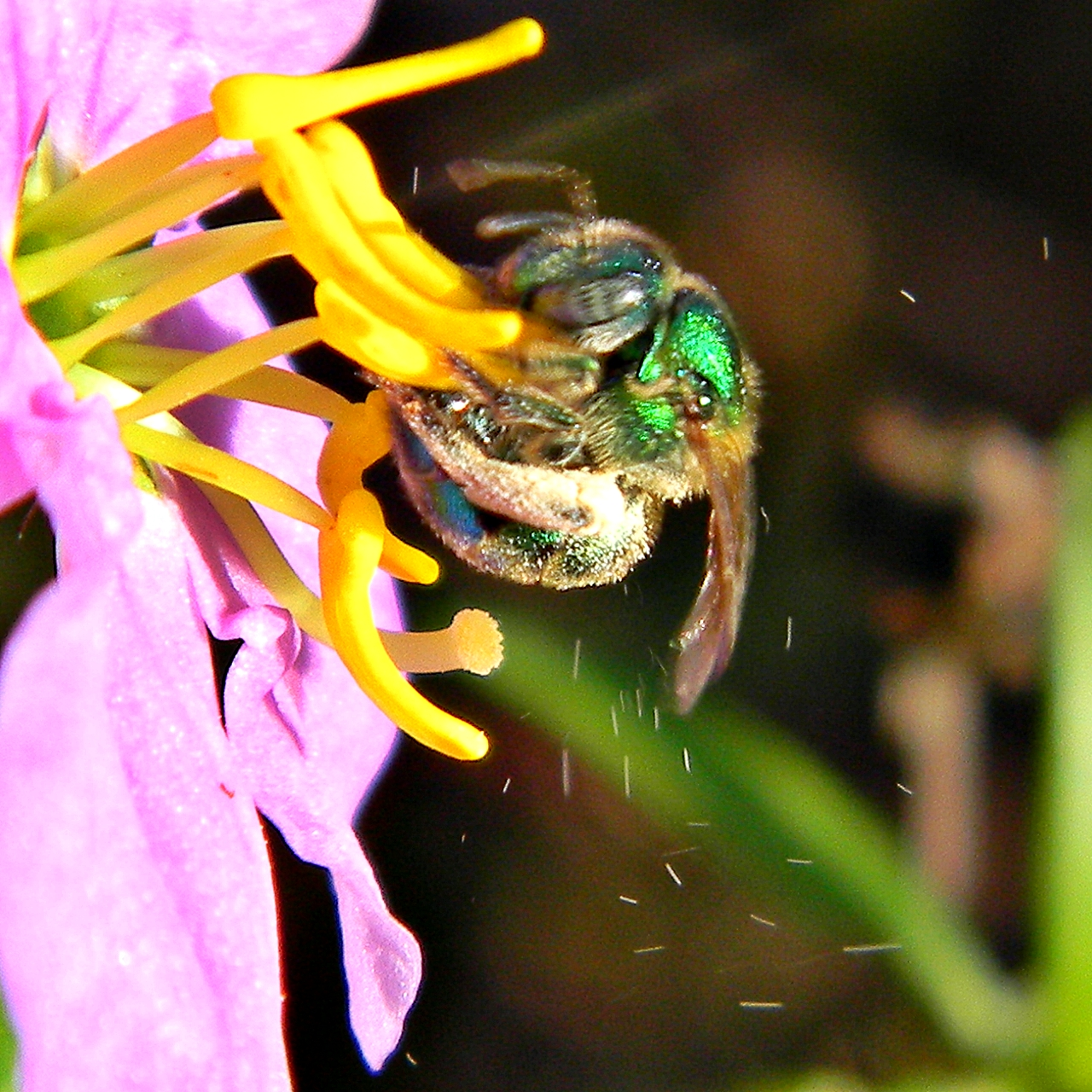
Uma abelha a praticar polinização por zumbido.

Polinização vibratória ou polinização por zumbido designa a técnica usada por certas espécies de abelhas solitárias (Andrenidae) e de abelhões para extrair pólen das flores que requerem vibração para libertarem o pólen e completarem o processo de polinização. Para desalojar o pólen, o insecto agarra a flor e move rapidamente os músculos alares, sem mover as asas. Essa acção produz um zumbido com um som característico e uma vibração que mobiliza os grãos de pólen e os faz emergir da antera. A abelha-doméstica (Apis mellifera) não é capaz de efectuar esta operação e não pode polinizar estas plantas. Mais de 70 famílias e cerca de 20 000 espécies de plantas, ou seja aproximadamente 9% das espécies de plantas com flor, são polinizadas primariamente por polinização vibratória.

## Morfologia da flor
As anteras das plantas que são polinizadas por meio de vibrações tendem a ser tubulares, com uma única abertura, o poro, no extremo distal. Nestas flores, ao contrário do que ocorre quando as anteras apresentam deiscência, o pólen permanece dentro da antera e apenas é libertado através do poro quando a estrutura é vibrada. No caso de algumas plantas autogâmicas (que se autopolinizam), como por exemplo o tomateiro, o vento pode bastar para mover os grãos de pólen e realizar a polinização, mas na maioria das espécies que requerem actividade vibratória, apenas a vibração induzida por alguns tipos de insectos assegura um grau elevado de polinização.
As flores que necessitam polinização vibratório apresentem uma forma particular de anteras, diferente da das restantes flores. O pólen permanece encerrado dentro da antera sendo libertado apenas por um pequeno poro no seu extremo ou por ranhuras longitudinais. Estas aberturas são demasiado pequenas para que o insecto as possa penetrar, mas suficientemente grandes para garantir a saída do pólen. Esta estrutura conduz à designação de anteras poricidas que lhes é aplicada.
Para além disso, o pólen apenas sai quando haja uma vibração de determinada frequência. Em consequência, neste tipo de flores a polinização apenas tem lugar quando o polinizador extrai o pólen. Determinados insectos estão especializados para realizar esta operação. Geralmente o estigma deste tipo de flores está mais baixo que as anteras, o que se interpreta como uma estratégia evolutiva para impedir ou limitar a autofertilização.
As plantas mais antigas que se sabe terem usado este tipo de polinização datam do período Cretácico.
Alguma flora extante do presente, como a família Myrtaceae, exibe diversos tipos de anteras incluindo algumas poricidas que se assemelham ao tipo ancestral de flores com polinização vibratória. Por um processo coevolutivo, as plantas desenvolveram uma estrutura particular e por sua vez os insectos polinizadores evoluíram estruturas anatómicas e comportamentos que permitem aceder ao pólen dessas flores.

## Importância económica
Há agricultores que importam polinizadores, como os abelhões, aonde haja escassez desses organismos. Na Nova Zelândia não era possível obter sementes de Trifolium pratense (trevo-vermelho), por ser uma planta que requer polinização vibratória, até serem introduzidas espécies oriundas da Europa que são capazes de o fazer. Nos Estados Unidos importam-se espécies de abelhas-solitárias da Europa para a polinização de tomate (Lycopersicon esculentum) cultivado em estufa. Geralmente usam-se 50 colónias daqueles insectos por hectare. Com 40 000 ha cultivados mundialmente, calcula-se que esta operação tenha um valor de 13 milhões de dólares anuais.
Apesar da importância destes insectos existem formas alternativas de polinização. Assim, no caso da cultura de tomate em estufa, é possível realizar a polinização manualmente, sem insectos, por meio do uso de um vibrador, por vezes designado por "abelha eléctrica". O dispositivo é similar a um diapasão ou a uma escova de dentes eléctrica. Contudo, o uso desses dispositivos requer trabalho humano que é mais caro que o uso de insectos polinizadores.
Na Austrália, continente que carece de polinizadores nativos, as espécies introduzidas para polinização escaparam e já se converteram em espécies assilvestradas. Esta introdução por sua vez tem repercussões na fauna de abelhas nativas. Actualmente estuda-se a possibilidade de usar espécies nativas australianas, como Amegilla cingulata, para este fim.

## Espécies que requerem polinização vibratória
Entre muitas outras, as seguintes plantas requerem polinização vibratória:
- Todas as espécies do género Dodecatheon
- Heliamphora
- Muitos membros da família Solanaceae
  - A maioria das espécies do género Solanum
    - Solanum melongena, beringela
    - Solanum tuberosum, batata
    - Solanum lycopersicum, tomate
    - Solanum rostratum
    - Solanum cinereum, um arbusto australiano
- Hibbertia
- Dianella
- Muitos membros da família Ericaceae
  - Azalea
  - Vaccinium corymbosum, arando-azul
  - Vaccinium spp., arando-vermelho
  - Arctostaphylos – maçanita
- Algumas Fabaceae (subfamília Caesalpinioideae)
  - Cassia spp.
  - Chamaecrista spp.
  - Senna spp.
- Orphium frutescens

## Espécies que polinizam por zumbido
- Bombus spp.:
  - Bombus terrestris[10]
- Xylocopa spp.
  - Xylocopa frontalis[10]
- Euglossa spp.[3]
- Habropoda laboriosa
- Melipona spp.[3]
- Protandrena sp.[3]
- Nomia spp. (Nomia melanderi)[3]
- Amegilla cingulata[11]
- A maioria dos membros das famílias Colletidae, Halictidae, Melittidae, Andrenidae e da tribo Anthophorini (família Apidae).[3]